# مايك إي. كلارك
مايك إي. كلارك (بالإنجليزية: Mike E. Clark)‏ هو منتج أسطوانات ودي جيه وملحن أمريكي، ولد في القرن العشرين.

## وصلات خارجية
- الموقع الرسمي
- مايك إي. كلارك على موقع ميوزك برينز (الإنجليزية)
- مايك إي. كلارك على موقع أول ميوزيك (الإنجليزية)
- مايك إي. كلارك على موقع ديسكوغز (الإنجليزية)
- مايك إي. كلارك على موقع ديسكوغز (الإنجليزية)